# Quadricalcarifera subgeneris
Quadricalcarifera subgeneris är en fjärilsart som beskrevs av Embrik Strand 1915. Quadricalcarifera subgeneris ingår i släktet Quadricalcarifera och familjen tandspinnare. Inga underarter finns listade.